# Вальзен-ан-Петіт-Монтань
Вальзен-ан-Петіт-Монтань (фр. Valzin en Petite Montagne) — муніципалітет у Франції, у регіоні Бургундія-Франш-Конте, департамент Жура. Вальзен-ан-Петіт-Монтань утворено 1 січня 2017 року шляхом злиття муніципалітетів Шатонне, Фетіньї, Ленья i Савінья. Адміністративним центром муніципалітету є Ленья. Населення — 456 осіб (01.01.2021).